# Río Cristóbal
Río Cristóbal är ett vattendrag i Guatemala.   Det ligger i departementet Departamento de Escuintla, i den sydvästra delen av landet, 80 km sydväst om huvudstaden Guatemala City.